# 岸本寛史
岸本 寛史（きしもと のりふみ、1966年 - ）は、日本の内科医。
鳥取市生まれ。1991年京都大学医学部卒業。2004年富山大学保健管理センター助教授。2007年京都大学医学部附属病院准教授。2012年高槻赤十字病院緩和ケア診療科部長。
山中康裕にユング心理学を学び、緩和ケアを専門とする。

## 著書
- 『癌と心理療法』誠信書房 1999
- 『緩和のこころ 癌患者への心理的援助のために』誠信書房 2004
- 『緩和ケアという物語 正しい説明という暴力』創元社 2015
- 『バウムテスト入門 臨床に活かす「木の絵」の読み方』誠信書房 2015

### 共編著
- 『講座心理療法 心理療法と身体』高月玲子,横山博,角野善宏共著,河合隼雄、多田富雄編集 岩波書店 2000
- 『山中康裕著作集』全6巻　編 岩崎学術出版社 2001－04
- 『ナラティブ・ベイスト・メディスンの実践』斎藤清二共著 金剛出版 2003
- 『心理臨床の広がり』氏原寛,松木邦裕,皆藤章,大塚義孝共著 新曜社 帝塚山学院大学大学院〈公開カウンセリング講座〉 2009
- 『対人援助の技とこころ 心理療法再入門』村瀬嘉代子共編 金剛出版 臨床心理学増刊 2009
- 『緩和医療レクチャー がん患者の症状緩和のために 京都大学がんプロフェッショナル養成プラン緩和医療医コース』横出正之共編 平岡真寛,小川修監修 遠見書房 2010
- 『コッホの『バウムテスト「第三版」』を読む』山中康裕共著 創元社 2011
- 『臨床バウム 治療的媒体としてのバウムテスト』編 誠信書房 2011
- 『臨床風景構成法 臨床と研究のための見方・入り方』山愛美共編 誠信書房 2013
- 『ニューロサイコアナリシスへの招待』編著 誠信書房 2015

### 翻訳
- フィリップ・バーカー『児童精神医学の基礎』山中康裕共監訳 金剛出版 1999
- トリシャ・グリーンハル,ブライアン・ハーウィッツ編『ナラティブ・ベイスト・メディスン 臨床における物語りと対話』斎藤清二,山本和利共監訳 金剛出版 2001
- ロバート・ボスナック『クリストファーの夢 生と死を見つめたHIV者の夢分析』創元社 2003
- N.クォールズ-コルベット,L.マクマキン『「女性」の目覚め 内なる言葉が語るとき』山愛美共訳 新曜社 2003
- E.F.エディンガー『心の解剖学 錬金術的セラピー原論』山愛美共訳 新曜社 2004
- ロバート・ボスナック『ドリームワーク』山愛美共監訳 金剛出版 2004
- ブライアン・ハーウィッツ,トリシャ・グリーンハル,ヴィーダ・スカルタンス編『ナラティブ・ベイスト・メディスンの臨床研究』斎藤清二,宮田靖志共監訳 金剛出版 2009
- カール・コッホ『バウムテスト 心理的見立ての補助手段としてのバウム画研究』中島ナオミ,宮崎忠男共訳 誠信書房 2010
- Rita Charon『ナラティブ・メディスン 物語能力が医療を変える』斎藤清二,宮田靖志,山本和利共訳 医学書院 2011
- ジェームス D.ダフィー,アラン D.バレンタイン編『MDアンダーソンサイコソーシャル・オンコロジー』大中俊宏共監訳 メディカル・サイエンス・インターナショナル 2013
- フィリップ・M・ブロンバーグ『関係するこころ 外傷、癒し、成長の交わるところ』吾妻壮,山愛美共訳 誠信書房 2014
- キャサリン・モンゴメリー『ドクターズ・ストーリーズ 医学の知の物語的構造』斎藤清二共監訳 新曜社 2016

## 論文
- ＜岸本寛史